# Fessy
Fessy est une commune française située dans le département de la Haute-Savoie, en région Auvergne-Rhône-Alpes.

## Géographie

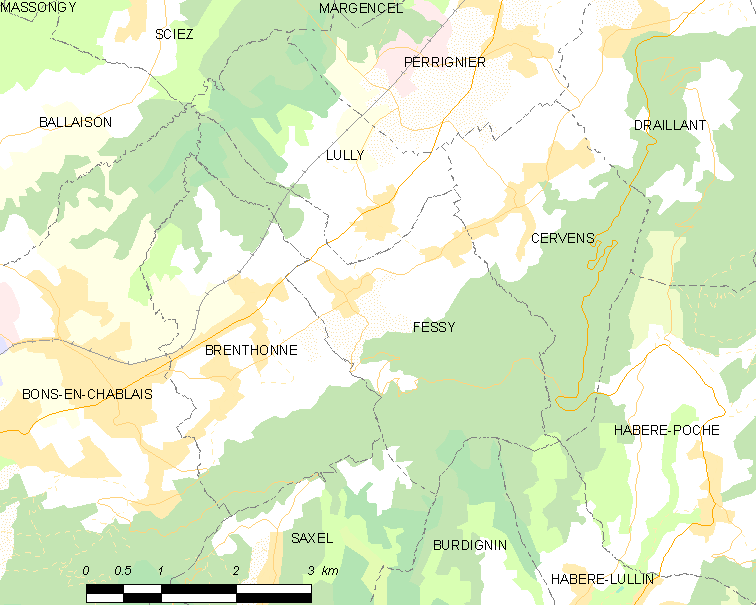
Territoire de Fessy et les communes limitrophes.

Commune située dans le Chablais français. Les 830 habitants de Fessy (74890) sont répartis sur 853 hectares de la commune, majoritairement sur le Chef lieu et le hameau de Rézier. Aujourd’hui, Fessy est une commune résidentielle qui ne comprend que peu d’entreprises sur son secteur.

## Urbanisme

### Typologie
Au 1er janvier 2024, Fessy est catégorisée commune rurale à habitat dispersé, selon la nouvelle grille communale de densité à sept niveaux définie par l'Insee en 2022.
Elle appartient à l'unité urbaine de Perrignier, une agglomération intra-départementale regroupant cinq  communes, dont elle est ville-centre,,. Par ailleurs la commune fait partie de l'aire d'attraction de Genève - Annemasse (partie française), dont elle est une commune de la couronne,. Cette aire, qui regroupe 158 communes, est catégorisée dans les aires de 700 000 habitants ou plus (hors Paris),.

### Occupation des sols
L'occupation des sols de la commune, telle qu'elle ressort de la base de données européenne d’occupation biophysique des sols Corine Land Cover (CLC), est marquée par l'importance des forêts et milieux semi-naturels (60,9 % en 2018), une proportion sensiblement équivalente à celle de 1990 (61,1 %). La répartition détaillée en 2018 est la suivante : 
forêts (60,9 %), zones agricoles hétérogènes (15,5 %), prairies (11,3 %), zones urbanisées (6,6 %), cultures permanentes (5,7 %).
L'IGN met par ailleurs à disposition un outil en ligne permettant de comparer l’évolution dans le temps de l’occupation des sols de la commune (ou de territoires à des échelles différentes). Plusieurs époques sont accessibles sous forme de cartes ou photos aériennes : la carte de Cassini (XVIIIe siècle), la carte d'état-major (1820-1866) et la période actuelle (1950 à aujourd'hui).

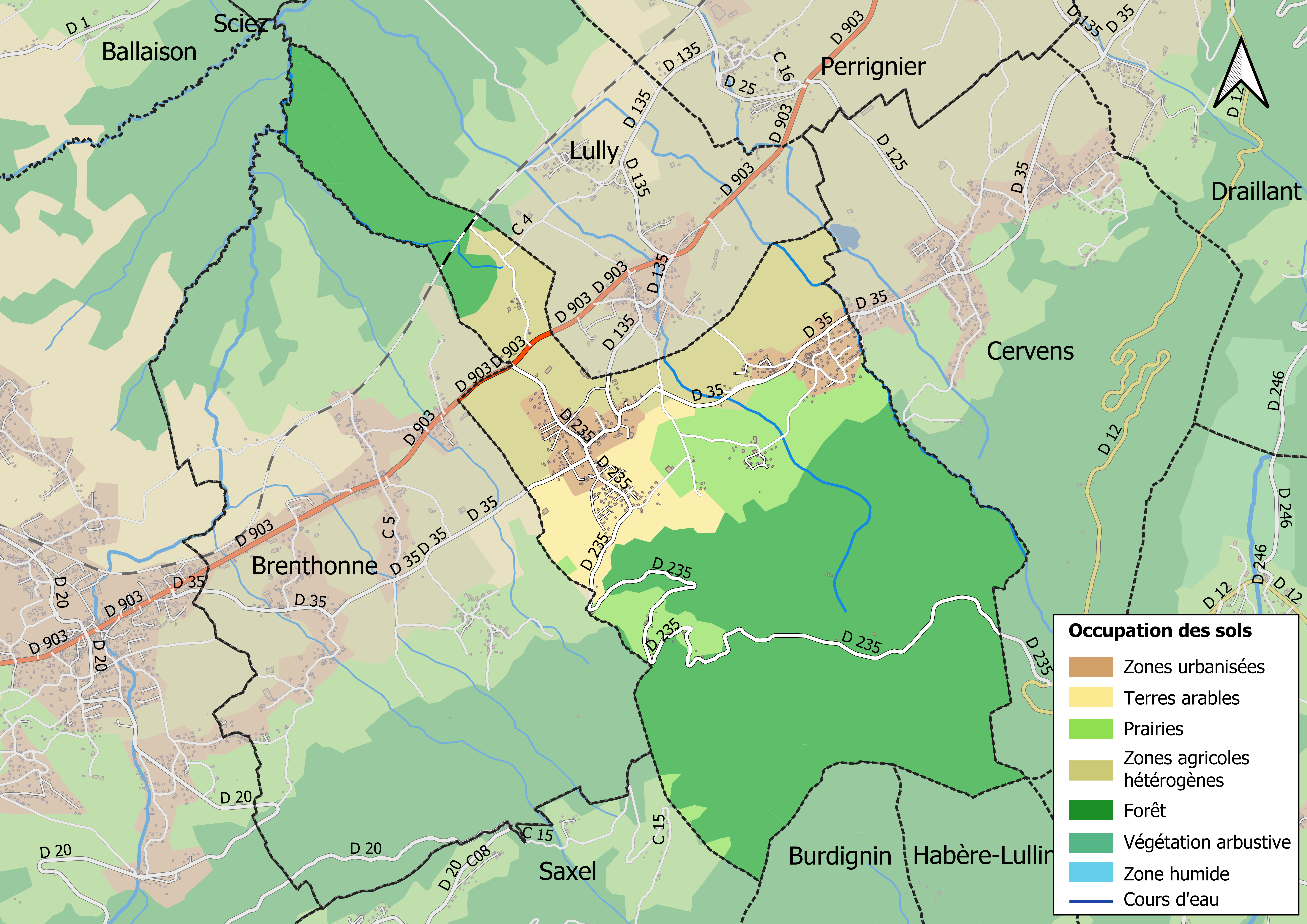
Carte des infrastructures et de l'occupation des sols en 2018 (CLC) de la commune.
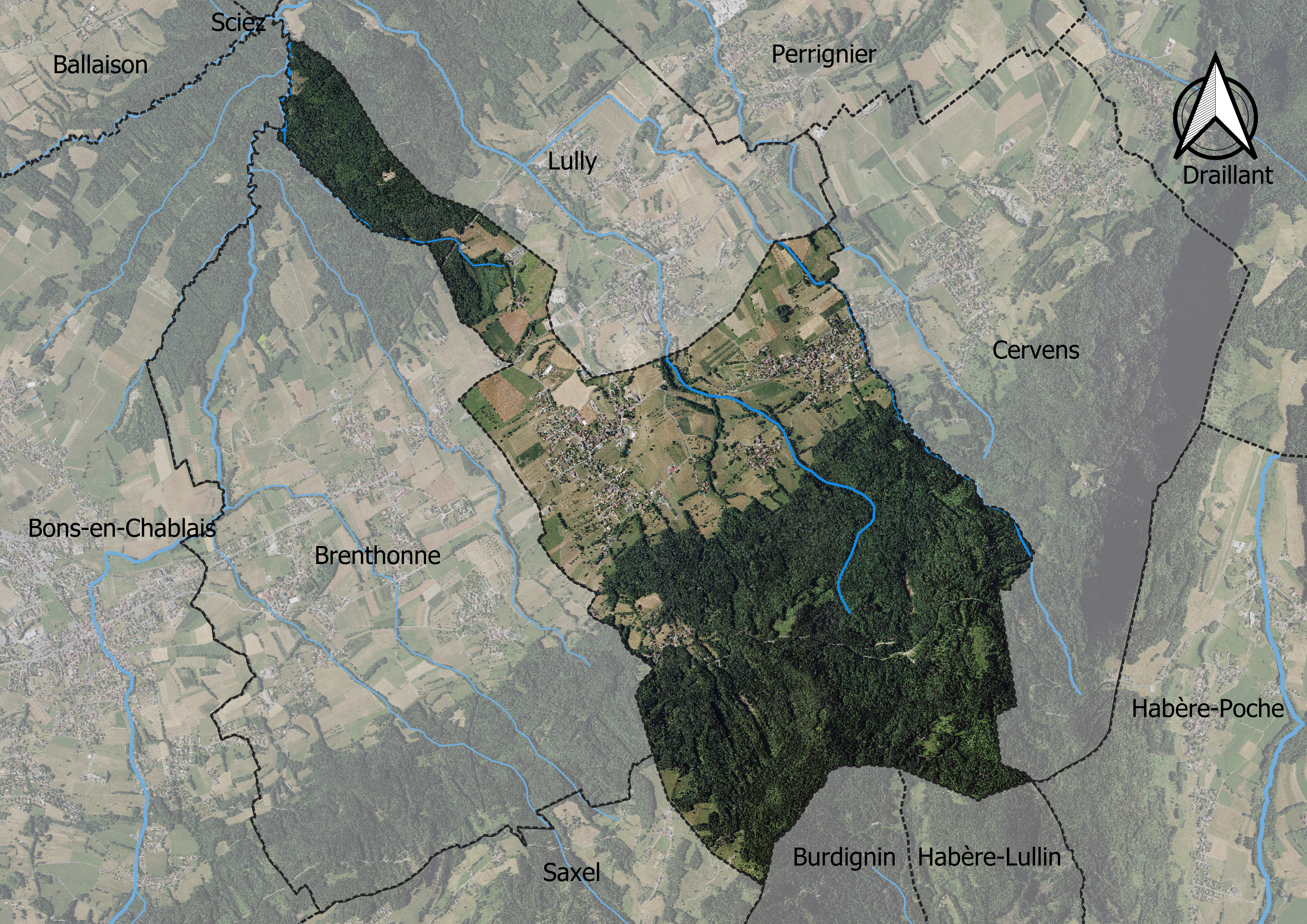
Carte orthophotogrammétrique de la commune.

## Toponyme
Dans les documents médiévaux, Fessy est mentionnée sous les formes suivantes Fessiacus, Fessium, Fessie, Feisie dans le Régeste genevois (1866) ou dans Statistique historique du Diocèse d'Annecy (Pettex, 1880) avec également Serventum, ou encore la désignation de la paroisse par Cura de Fessie vers 1344.
Fessy est un toponyme provient d'un nom de domaine gallo-romain, *Fessiacum, constitué du gentilice Fessius suivi du suffixe -acum.
En francoprovençal, le nom de la commune s'écrit Fèssi (graphie de Conflans) ou Fessi (ORB).

## Histoire
Le Régeste genevois (p. 160) indique qu'en 1222 le seigneur de Fessy, ainsi que le comte Thomas de Savoie font des dons à la chartreuse de Vallon, située à Bellevaux.
Dépendant de l’ancienne chartreuse de Vallon (1221-1290), qui possédait également des vignobles sur l’actuel hameau de Rézier. Ces biens passèrent, au XVIe siècle à Antoine de Saint Michel, seigneur d’Avully et seront rachetés, au XVIIe siècle, par les chartreux qui y installèrent une tuilière.
Dès l’instauration de la « réforme protestante » dans le Chablais, Fessy possédait le presbytère occupé par le pasteur Louis Viret (1589), originaire de Fessy. Cette famille fournit plusieurs pasteurs dont Maurice Viret qui fut, successivement pasteur à Armoy et Draillant (1561-1566) et qui engagea une controverse avec saint François de Sales.[réf. nécessaire].

## Politique et administration

### Situation administrative
La commune de Fessy, au lendemain de l'annexion de la Savoie à la France de 1860, intègre le canton de Douvaine. Elle appartient, depuis 2015, au canton de Sciez, qui compte selon le redécoupage cantonal de 2014 25 communes.
La commune est membre, avec dix-sept autres, de la communauté de communes du Bas-Chablais.
Fessy relève de l'arrondissement de Thonon-les-Bains et de la cinquième circonscription de la Haute-Savoie, dont la députée est Marion Lenne (LREM) depuis les élections de 2017.

### Liste des maires
| Période   | Période                     | Identité          | Étiquette | Qualité |
| --------- | --------------------------- | ----------------- | --------- | ------- |
| mars 2008 | mars 2014                   | Patrick Bellamy   | ...       | ...     |
| mars 2014 | En cours (au 30 avril 2014) | Patrick Condevaux | SE        | ...     |

## Population et société
Ses habitants sont appelés les Fesserains, selon le site de Thonon Agglomération. Le site sabaudia.org donne Fesserans.

### Démographie
L'évolution du nombre d'habitants est connue à travers les recensements de la population effectués dans la commune depuis 1793. Pour les communes de moins de 10 000 habitants, une enquête de recensement portant sur toute la population est réalisée tous les cinq ans, les populations de référence des années intermédiaires étant quant à elles estimées par interpolation ou extrapolation. Pour la commune, le premier recensement exhaustif entrant dans le cadre du nouveau dispositif a été réalisé en 2005.

En 2022, la commune comptait 1 071 habitants, en évolution de +18,74 % par rapport à 2016 (Haute-Savoie : +6,01 %, France hors Mayotte : +2,11 %).
| 1793 | 1800 | 1806 | 1822 | 1838 | 1848 | 1858 | 1861 | 1866 |
| ---- | ---- | ---- | ---- | ---- | ---- | ---- | ---- | ---- |
| 294  | 388  | 394  | 380  | 542  | 547  | 494  | 534  | 486  |

| 1872 | 1876 | 1881 | 1886 | 1891 | 1896 | 1901 | 1906 | 1911 |
| ---- | ---- | ---- | ---- | ---- | ---- | ---- | ---- | ---- |
| 477  | 471  | 449  | 458  | 467  | 518  | 496  | 449  | 402  |

| 1921 | 1926 | 1931 | 1936 | 1946 | 1954 | 1962 | 1968 | 1975 |
| ---- | ---- | ---- | ---- | ---- | ---- | ---- | ---- | ---- |
| 379  | 411  | 401  | 379  | 326  | 330  | 290  | 291  | 334  |

| 1982 | 1990 | 1999 | 2005 | 2006 | 2010 | 2015 | 2020  | 2022  |
| ---- | ---- | ---- | ---- | ---- | ---- | ---- | ----- | ----- |
| 367  | 485  | 592  | 734  | 760  | 752  | 890  | 1 026 | 1 071 |

### Médias

#### Radios et télévisions
La commune est couverte par des antennes locales de radios dont France Bleu Pays de Savoie, ODS Radio, Radio Chablais… Enfin, la chaîne de télévision locale TV8 Mont-Blanc diffuse des émissions sur les pays de Savoie. Régulièrement l'émission La Place du village expose la vie locale. France 3 et sa station régionale France 3 Alpes, peuvent parfois relater les faits de vie de la commune.

#### Presse et magazines
La presse écrite locale est représentée par des titres comme Le Dauphiné libéré, L'Essor savoyard, Le Messager - édition Chablais, le Courrier savoyard.

## Culture et patrimoine

### Lieux et monuments
Musée d'Art et de Folklore régional
Le musée d'Art et de Folklore Régional de Fessy est, sur le plan national, une des collections les plus importantes consacrées au monde paysan[réf. nécessaire]. Elle a été rassemblée par un paysan-artiste originaire du village : Bernard Lacroix. La plupart des objets, documents, meubles, outils... présentés proviennent du Bas Chablais : Douvaine, Thonon, Évian... et du Haut Chablais : Abondance, Morzine, Châtel... Ils ont trouvé place dans une vieille maison bâtie au XVIIe siècle par les moines chartreux de Bellevaux pour y loger les métayers.
Ce musée est tenu par Bernard Lacroix, qui présente ses créations.

### Héraldique
| Armes de Fessy | Les armes de Fessy se blasonnent ainsi : Tranché ; au premier d'or à l'aigle de sable, la tête contournée et couronnée du même, au second d'azur au lion d'or surmonté d'une étoile du même ; un globe cerclé, cintré et croisé d'or brochant en cœur sur la partition, en ombre sur le premier. |